# Miltinho (baterista)
Milton Ramos de Brito, mais conhecido como Miltinho (São Lourenço, 14 de janeiro de 1938), é um baterista brasileiro.
Ficou conhecido por ser o baterista do Sexteto do Jô.

## Carreira
Nascido no sul de Minas e filho de Maria Ramos de Brito, aos oito meses mudou-se para Juiz de Fora. Aos 10 anos, em 1948, começou sua carreira com um convite de Dorival Caymmi para fazer um número com o pandeiro, no Hotel Glória, em Juiz de Fora.
Em Juiz de Fora, Miltinho fez parte da Orquestra J. Guedes, do conjunto Giordano Monass, da Orquestra Waldyr Barros, Conjunto Meia-noite, nome criado pelo jornalista Fernando Gabeira. Participou da inauguração da TV Industrial (TV Panorama), com a Orquestra Aquarela, e de programas da Rádio PRB3 (Rádio Solar) . 
Em 1959, Miltinho saiu de Juiz de Fora e foi para São Paulo. Participou da TV Paulista (TV Globo). Participou também do grupo de músicos do Programa Sílvio Santos, na TVS (atual SBT). Trabalhou ao lado de Caçulinha no programa Clube do Bolinha, da TV Bandeirantes. Anos mais tarde ingressou no programa Jô Soares Onze e Meia, do SBT, formando o Quinteto Onze e Meia. Em 2000, depois da entrada de mais um integrante, formaram o Sexteto do Jô. Em seus trabalhos na televisão acompanhou Ray Conniff, Johnny Rivers, Rick Wakeman e Buena Vista Social Club, entre outros
Fora da televisão Miltinho faz shows com o Miltinho Batera Trio, em festas, convenções e outros eventos, além de ministrar workshops, clínicas e palestras.
Além da carreira na música, Miltinho também foi professor na Universidade Livre de Música, em São Paulo.
Miltinho é hoje o baterista com mais tempo de rádio e televisão no mundo.[carece de fontes?]

## Trabalhos
- Jô Soares Onze e Meia, no SBT - (1991 a 1999)
- Programa do Jô, na TV Globo - (2000 a 2016)

## Discografia
com a Banda do Programa do Jô
- 1992 - Quinteto Onze e Meia.
- 2000 - Jô Soares e O Sexteto - Ao Vivo no Tom Brasil.